# Super Soccer
Super Soccer, connu au Japon sous le titre Super Formation Soccer, est un jeu vidéo de football développé par Human Entertainment et édité par Nintendo. Il s'agit du premier jeu de football de la Super Nintendo lors de sa sortie en 1992.
Super Soccer fait partie des cinq jeux de lancement de la nouvelle console 16-bits de Nintendo en Europe, au même titre que Super Tennis, F-Zero et Super R-Type. Super Mario World étant directement vendu avec la console.

## Concept
Le joueur prend part à une compétition internationale fictive qui consiste à affronter toutes les équipes du jeu, de la plus faible à plus forte parmi les 16 sélections disponibles. Deux autres modes sont disponibles tels que les matchs d'exhibition et les séances de tirs au but.
Il est possible aux joueurs de changer de tactique (du 4-4-2 classique en passant par le 2-3-5) au fur et à mesure que la difficulté augmente et de relever le défi du grand tournoi à deux dans la même équipe. Ce tournoi dure 16 matchs de 10 minutes sans compter les nombreux arrêts de jeu.
Le jeu ne possédant pas de licence, les joueurs ne sont identifiés que par un prénom, cependant certaines équipes recèlent dans leur effectif des joueurs vedettes de la Coupe du monde 1990 tels que Lotar et Rudi (Lothar Matthäus et Rudi Voller) en Allemagne ainsi que Diego (Maradona) en Argentine. Chaque équipe possède une charte graphique qui lui est propre ainsi pour l'équipe de France, tous les joueurs sont blonds, tandis que pour l'Angleterre ils sont roux. Chaque équipe dispose également d'un thème musical bien spécifique et les deux musiques sont jouées au cours du match, une par mi-temps.
Plus le joueur avance dans le tournoi, plus les équipes rencontrées sont fortes. En battant l’Allemagne en finale, cela débloque une cinématique humoristique dans laquelle l’arbitre vole la coupe gagnée et met le joueur au défi de battre sa propre formation, la Team Nintendo (Team Human au Japon) et ainsi déverrouiller la possibilité de jouer en mode Hard.

## Système de jeu
Deux boutons sont dédiés aux passes : l'un incite le joueur à envoyer la balle devant lui, l’autre le pousse à donner le ballon à un autre joueur sélectionnable grâce à une autre touche, ce qui permet des passes rapides et précises capables de créer le décalage. Le bouton de tir est confondu avec celui des centres, le footballeur lève son ballon, et il est possible de le brosser grâce à la croix directionnelle, selon les qualités du joueur. En défense, il existe un bouton de tacle classique mais évitable, et l’autre pour un coup d’épaule violent, qui garantit de récupérer la balle mais qui peut être sanctionné par l’arbitre. Trois statistiques par joueur sont présentes : attaque, qui influe sur la puissance de tir et le niveau de courbe pour réaliser des frappes plus ou moins enveloppées. Défense, qui agit sur la réussite des tacles et de la récupération du ballon et la Vitesse qui détermine les accélérations du joueur.
Le gardien est jouable en mode auto ou en manuel.

## Équipes disponibles
1. Allemagne
2. Argentine
3. Italie
4. Brésil
5. Hollande
6. Angleterre
7. Cameroun
8. Roumanie
9. Irlande
10. France
11. USA
12. Japon
13. Colombie
14. Yougoslavie
15. Uruguay
16. Belgique

Il est à noter que les équipes disponibles sont rangées en ordre décroissant concernant leur force dans le jeu : ainsi l'Allemagne est l'équipe la plus forte et la Belgique la plus faible. Quelle que soit l'équipe sélectionnée pendant les phases de tournoi, le joueur rencontrera toujours en premier la Belgique (si cette dernière est choisie alors ce sera l'Uruguay) pour finir face à l'Allemagne et enfin l'équipe cachée : La Nintendo Team (Human Team).

## Commercialisation
Super Soccer devient disponible sur Nintendo Switch sur le service Nintendo Switch Online à partir du 5 septembre 2019. Il est toutefois retiré du service le 27 ou 28 mars 2025, selon la région.